# Bulupasar
Bulupasar is een bestuurslaag in het regentschap Kediri van de provincie Oost-Java, Indonesië. Bulupasar telt 3807 inwoners (volkstelling 2010).